# Sexo oral

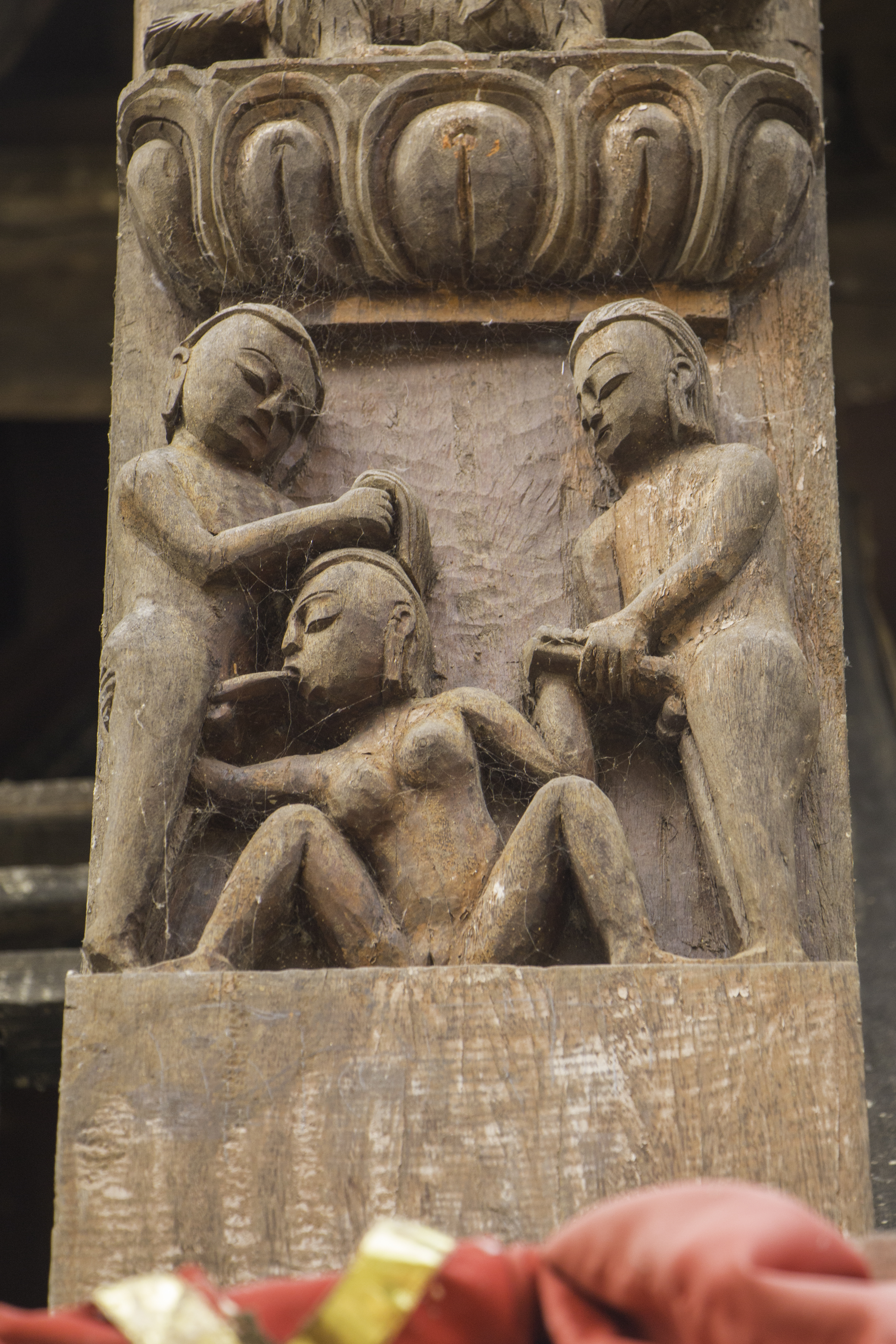
Uma escultura do século XVII representando uma mulher fazendo sexo oral em dois homens. Da parede do Templo Uma Maheshwor em Kirtipur.

O sexo oral consiste em toda a atividade sexual na qual através do uso da boca, lábios ou língua ocorre estimulação do pênis (felação), da vagina ou da vulva (cunilíngua) ou do ânus (anilíngua) de um parceiro sexual. Pode ser realizado como preliminares antes do ato sexual, assim como o clímax de um ato sexual, durante ou depois do ato sexual. Pode ser por vezes realizado com a exclusão de todas as outras formas da atividade sexual. No sexo oral, pode ou não ser incluída a ingestão, ou absorção de sêmen ou secreção vaginal. A ingestão destes fluidos sozinha, sem contato físico boca-genitália (por exemplo, o fetiche facial conhecido como bukkake), não é considerada sexo oral. Apresenta risco de transmissão de VIH, e de outros agentes infecciosos, em especial do papilomavírus humano, que aumenta consideravelmente as chances de câncer de garganta.

## Variações

### 69
A posição 69 (sessenta e nove) é uma posição de sexo oral onde dois parceiros promovem a estimulação oral mutuamente, os parceiros se posicionam paralelamente, mas em sentidos opostos (com a cabeça em direção ao pé do seu parceiro). O nome desta posição tem como referência a forma gráfica do algarismo "6" ser o inverso do "9".

### Autofelação
A autofelação é a prática do sexo oral solitário. É raro, pois o praticante deve ter grande flexibilidade e um pênis grande. Nas mulheres, é chamado autocunilíngua.

## Prática

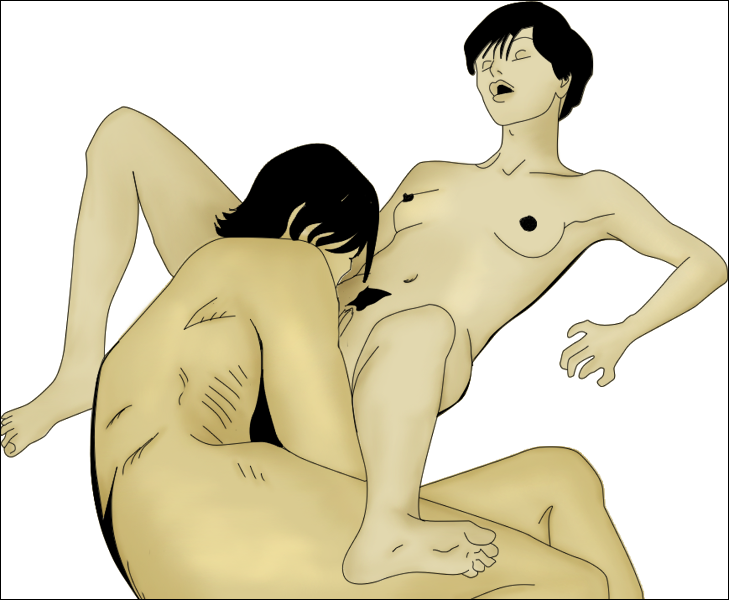

O sexo oral é praticado em relacionamentos homossexuais e heterossexuais. Em relacionamentos heterossexuais, o sexo oral pode ser um método do anticoncepcional, tendo em vista que gravidez é inviável desde que o esperma não entre em contato com a vagina. É importante ressalvar que o sexo oral não é um método eficaz de impedir as Doenças sexualmente transmissíveis (DSTs), embora algumas formas de DST se acredite serem menos prontamente transmissíveis dessa maneira. Alguns casais heterossexuais usam o sexo oral como um substituto para o coito durante o ciclo menstrual mulher ou durante a gravidez.
Alguns povos não consideram que o sexo oral possa mudar a circunstância da sua virgindade sendo um ato aceitável por algumas pessoas que se auto-identificam como virgens.
Um relatório feito em setembro de 2005 pelo National Center for Health Statistics que foi base da introdução de uma reportagem feita em 26 de setembro de 2005 na revista Time. O relatório traz resultados de um inquérito com 12.000 americanos entre os idades de 15 e de 44 anos, e indica que mais da metade dos adolescentes entrevistados já praticaram sexo oral. Algumas manchetes interpretaram, na época que estas evidências como que se o sexo oral entre adolescente estivesse “em ascensão”, entretanto este foi o primeiro estudo detalhado deste tipo para examinar esta matéria.

## Saúde

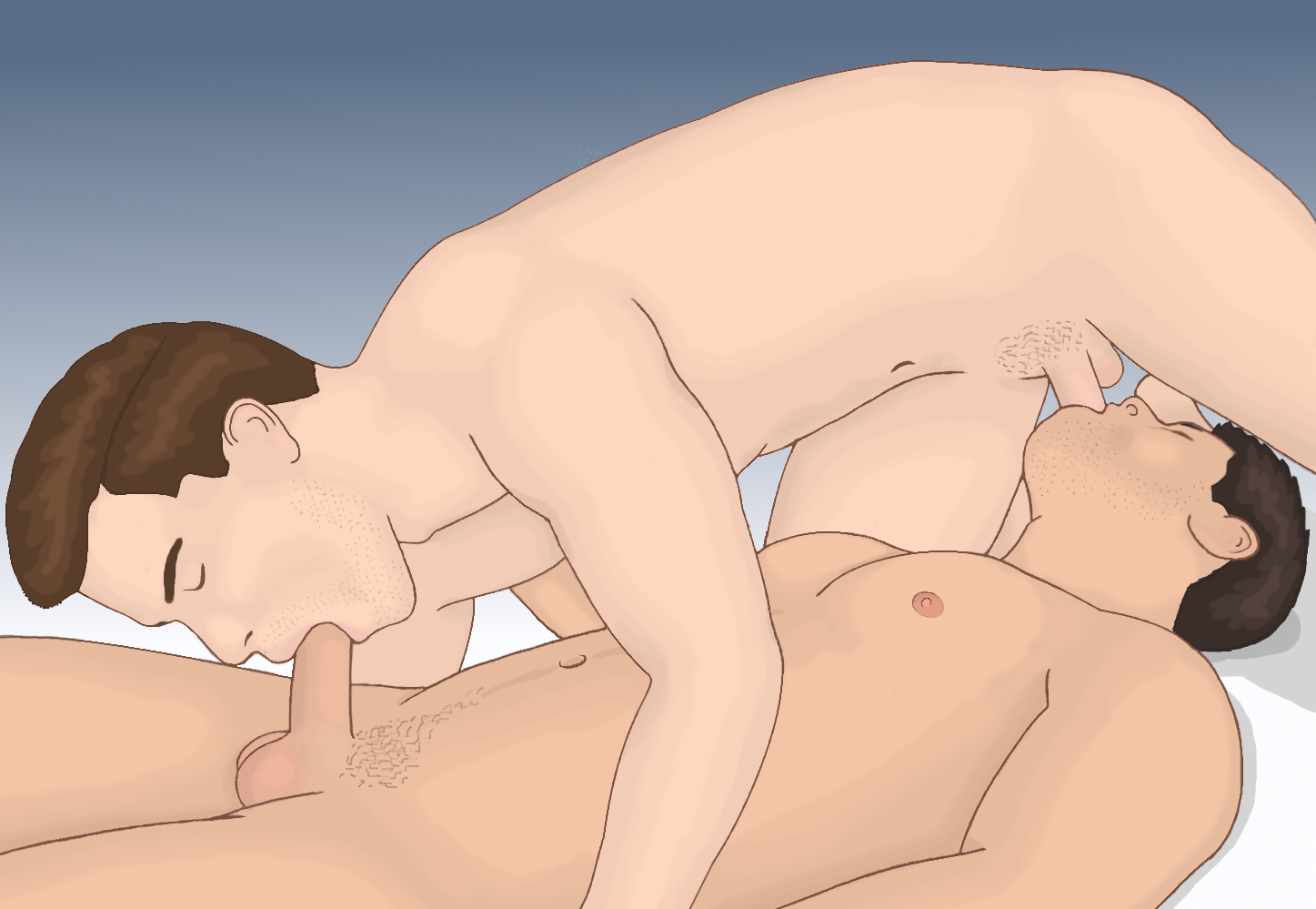
Dois homens praticando sexo oral.

### ISTs
O sexo oral é uma das formas de transmissão de ISTs. As principais são o VIH, Hepatite B, sífilis, HPV, herpes genital, entre outras. O uso do preservativo é totalmente necessário para evitar essas infecções, embora o seu uso nesse tipo de relação sexual traga preconceito.
Se o parceiro que recebe tem feridas nos seus órgãos genitais ou dentro da sua boca, isso representa um grande risco de transmissão de DST. Escovar os dentes, passar fio dental, passando por tratamento dentário, ou comer alimentos crocantes pouco tempo antes, ou depois de fazer sexo oral também pode aumentar o risco de transmissão, porque todas essas atividades podem causar pequenos arranhões na mucosa da boca. Estas feridas, mesmo quando são microscópicos, aumentam as chances de contrair doenças sexualmente transmissíveis que podem ser transmitidas por via oral, sob essas condições.

### Redução de aborto
O sexo oral é relacionado com a redução do risco de abortos espontâneos, induzindo tolerância imunológica a proteínas no esperma, um processo conhecido como tolerância paternal. Embora qualquer exposição ao esperma do parceiro durante a atividade sexual parece diminuir as chances de uma mulher para os diversos transtornos imunológicos que podem ocorrer durante a gravidez, a tolerância imunológica pode ser mais rapidamente estabelecida através da introdução oral e absorção gastrointestinal de sêmen.

## Atitudes culturais

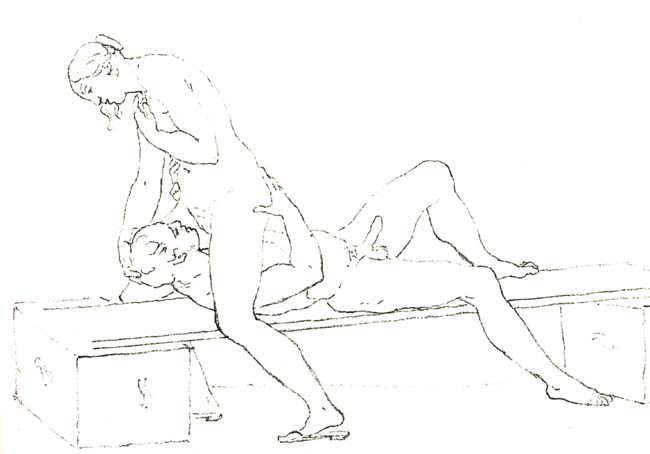
Um desenho de Francesco Hayez

As atitudes culturais para o sexo oral variam da repulsa à reverência: na Roma Antiga, foi considerado um tabu, enquanto que no taoísmo é reverenciada como uma prática espiritual gratificante que aumenta a longevidade. Na cultura moderna ocidental, o sexo oral é amplamente praticado entre os adolescentes e adultos.
Além disso, já foi considerado um tabu ou pelo menos desaprovado em muitas culturas e partes do mundo. As pessoas dão várias razões para isso. Alguns dizem que esse ato sexual não leva à procriação e, portanto, não é natural. Outros afirmam que é uma prática humilhante e/ou impuros (uma opinião que é, pelo menos em alguns casos, relacionado com o simbolismo ligado a diferentes partes do corpo).
Foi observado que os animais de muitas espécies praticam sexo oral. O desejo de explorar algo com a boca é muito fácil de observar como um impulso intuitivo e natural. Também tem sido sugerido que existe uma vantagem evolutiva devido à tendência de primatas, não-primatas e humanos para fazer sexo oral.
Na pré-cristã Roma Antiga, os atos sexuais eram geralmente vistos através da submissão e controle. Sob este sistema, foi considerado abominável para um homem fazer felação, contudo quando recebia sexo oral de uma mulher ou outro homem de menor status social (como um escravo ou devedor) não era tão humilhante. Para os romanos o sexo oral era muito mais vergonhoso do que, por exemplo, o sexo anal, pois os praticantes deveriam ter mau hálito e muitas vezes uma presença indesejada, como convidados em uma mesa de jantar.